# Octavarium
Vous lisez un « bon article » labellisé en 2012.
Pour l’article homonyme, voir Octavarium (chanson) pour la chanson de l'album.
Albums de Dream Theater
Live at Budokan
(2004) Score
(2006)
Octavarium est le huitième album studio du groupe américain de metal progressif Dream Theater publié le 7 juin 2005 par Atlantic Records, le dernier pour le groupe après quatorze ans de contrat. Enregistré entre novembre 2004 et février 2005, l'album est la dernière production réalisée au studio Hit Factory de New York avant sa fermeture définitive. Avec cet album, le groupe souhaite créer « un album de Dream Theater classique » mêlant les différentes influences stylistiques tout en voulant faire une musique moins complexe et des chansons plus courtes. C'est aussi le premier album du groupe où figure un orchestre. La structure de l'album est basée sur les chiffres 5 et 8, correspondant aux 8 notes naturelles et aux 5 notes altérées d'une octave.
Octavarium reçoit des critiques globalement positives et atteint le top 5 des classements de ventes en Finlande, en Italie et en Suède. La diversité musicale de l'album est louée mais son inconsistance dans l'écriture est dénoncée. Dream Theater tourne ensuite pendant une année à travers le monde pour le promouvoir avec une majorité de spectacles dont la durée est proche des trois heures et dont la programmation est différente chaque soir. Cette tournée se conclut au Radio City Music Hall le 1er avril 2006 à New York pour fêter les vingt ans du groupe, qui est accompagné pour l'occasion d'un orchestre. Le concert est enregistré et donne lieu à la sortie de l'album live Score le 29 août de la même année.

## Historique

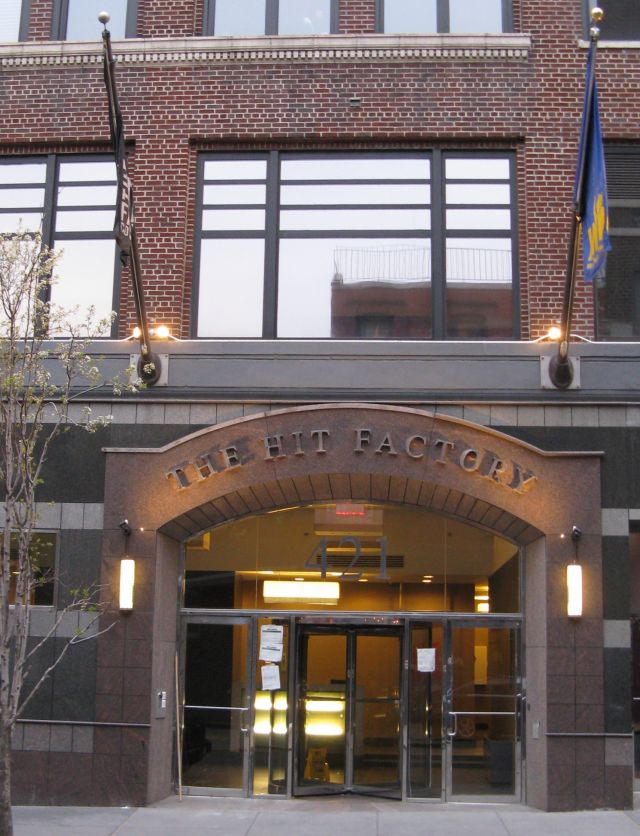
Entrée du Hit Factory, studio d'enregistrement dOctavarium.

Après la tournée nord-américaine de l'été 2004 aux côtés du groupe Yes, l'une de leurs principales influences, Dream Theater prend deux mois de pause. Le groupe se retrouve ensuite au studio The Hit Factory, à New York en novembre 2004 afin de travailler sur leur huitième album studio. Le Hit Factory, qui a notamment accueilli par le passé Michael Jackson, Madonna, U2 et John Lennon, est destiné à fermer ses portes et voit ainsi Dream Theater être le dernier groupe à enregistrer en ces lieux avant la fermeture définitive.
Après l'album-concept Scenes from a Memory, le double album Six Degrees of Inner Turbulence et l'album orienté metal Train of Thought, le groupe décide de produire « un album de Dream Theater classique ». Le claviériste Jordan Rudess le décrit comme « un réel retour en arrière pour créer un véritable effort de groupe, en s'appuyant sur les diverses influences stylistiques de chacun ». Sur Octavarium, le groupe souhaite faire une musique moins complexe avec des chansons que Jordan Rudess considère comme « plus rapides à apprécier » bien que la chanson Octavarium qui dure 24 minutes, soit moins accessible que les autres. Le guitariste John Petrucci estime pour sa part qu'ils ont voulu se concentrer sur l'écriture de morceaux forts. Pour cela, ils ont réduit le son aux stricts piano, guitare et chants lorsqu'ils composaient, afin de se focaliser sur les mélodies et les structures. Le batteur Mike Portnoy rejette l'idée qu'Octavarium est un album à vocation commerciale, arguant le fait que le groupe « a ce côté en [eux]. [Ils] aiment des groupes tels que U2 ou Coldplay, aussi bien que les chansons courtes ». Il note d'ailleurs qu'avec Six Degrees of Inner Turbulence et Train of Thought, cela faisait un moment qu'ils n'avaient pas écrit un album avec des chansons courtes. Il estime par ailleurs que le groupe trouve plus simple d'écrire de longs morceaux, plutôt que des courts, et qu'ils n'ont en aucun cas essayé de faire un tube pour la radio puisque « de toute façon, le label ne l'aurait pas distribué à cet effet ».
Le groupe a écrit auparavant une pièce de type orchestrale avec Overture sur Six Degrees of Inner Turbulence mais ne l'a enregistré qu'au clavier. C'est donc une première pour Dream Theater de travailler avec un orchestre sur les chansons The Answer Lies Within, Sacrificed Sons et Octavarium. Celui-ci est dirigé par Jamshied Sharifi, qui a étudié au Berklee College of Music en même temps que Mike Portnoy, John Petrucci et le bassiste John Myung. Les musiciens de l'orchestre sont choisis sur leur capacité de lecture à vue, ce qui assure un enregistrement en deux prises maximum, même s'ils n'ont jamais vu ou joué la musique avant. Jamshied Sharifi (en) dirige l'orchestre du concert fêtant le vingtième anniversaire du groupe qui donne naissance plus tard à l'album live Score, sorti en 2006.

## Parution et réception
Une semaine avant la sortie prévue d'Octavarium, Mike Portnoy désactive le forum officiel de Dream Theater, ainsi que le sien. Le site Blabbermouth.net annonce que c'est à la suite des fuites concernant l'album sur le net. Mike Portnoy dit « qu'[il] l'a fait principalement afin d'anticiper le lever de rideau officiel de la semaine suivante », bien qu'il remarque que « les requêtes répétées pour que les gens s'abstiennent de révéler des informations et ne donnent pas les liens du nouvel album, suivant en cela les vœux du groupe, étaient frustrantes ».
Octavarium paraît le 7 juin 2005 et est le dernier album du groupe sur le label Atlantic Records, mettant fin à leur contrat de quatorze ans. Bien que le groupe ait bénéficié d'une certaine liberté artistique, ils s'estiment mécontents du manque de promotion que le label leur offre. Cette même année, Mike Portnoy publie un DVD intitulé Drumavarium qui contient les séquences à la batterie lors des sessions d'enregistrement d'Octavarium. Jordan Rudess sort par la suite une version solo au piano de The Answer Lies Within sur son album Notes on a Dream paru en 2009. Panic Attack figure parmi les morceaux les plus durs à jouer à la batterie et à la basse sur Rock Band 2.

### Accueil critique
Octavarium reçoit majoritairement de bonnes critiques. Justin Donnelly, de Blistering, loue « la diversité, la mélodie et la dureté des frappes, tout en simultané » et le classe parmi les meilleures publications de Dream Theater. Il est particulièrement enthousiaste sur la chanson éponyme qu'il considère « comme un nouveau classique de Dream Theater ». Le Billboard estime que la volonté du groupe « d'écrire des chansons plus courtes et dont la musique dégage plus de chaleur est excellente ». Les chansons The Root of All Evil, These Walls et I Walk Beside You sont mises en avant par le journal spécialisé. Cyrille Delanlssays, de AmarokProg, va même plus loin sur ce dernier titre en le considérant « comme un nouvel hymne aux accents de rock adolescent ». Elle décrit l'album tel « un subtil dosage entre mélodies bourrues [...] et nervosité hypnotique, [...] un cocktail détonnant nettement plus facile à digérer malgré les 75 minutes au compteur » en référence à Falling into Infinity, voyant finalement « une belle réussite ». Michael Gallant, du magazine Keyboard, remarque que même après 20 ans dans le domaine du rock progressif, Dream Theater « fait toujours preuve à la fois de puissance, de lyrisme et de virtuosité ». De ce fait, il estime « qu’Octavarium reste fidèle à l’héritage du groupe, introduisant des morceaux qui sont aussi agressifs que tout ce que Metallica a pu enregistrer, mais qui font preuve en même temps d’une très haute technicité et d’une tendance à l’expérimentation qu’on attendrait davantage d’une collaboration, comme celle de Pat Metheny et de Lyle Mays ».
Harley Carlson, de MetalReview.com, voit dans Octavarium « la capacité qu'a le groupe pour réussir à mettre en valeur l'élaboration d'une musique émotive », bien qu'il note que « même si c'est indéniablement Dream Theater, il manque quelque chose ». Vik Bansal, de musicOMH, fait l'éloge de Never Enough, Panic Attack et Sacrificed Sons mais dénonce The Root of All Evil comme étant « une chanson de Dream Theater composée mécaniquement ». Il ajoute « qu'ils ont gardé le pire pour la fin » avec la chanson Octavarium longue de vingt-quatre minutes, qui « commence par quatre minutes de musique « Pink Floyd-esque » [...] et est suivie par vingt minutes d'aboiements de James LaBrie ». L'impression est partagée par Jean-Guillaume Lanuque du magazine Big bang qui y voit lui aussi une large inspiration de « Shine on you Crazy Diamond de Pink Floyd », mais avec en plus « une partie chantée acoustique proche du Genesis des années 70 ».
Greg Pratt, pour Exclaim!, vante la production et le graphisme liés à l'album mais estime « qu'il n'a rien d’époustouflant, ou qui donne même des frissons. Une bonne partie de ce disque sonne comme du rock de base joué par le groupe du village ». Il note que, en dehors de quelques morceaux, l'album, « ressemble à 76 minutes de rock qui joue exagérément sur les sentiments ».
Justin Donnelly considère que l'album se situe « quelque part entre Images and Words, Six Degrees of Inner Turbulence et Train of Thought ». Harley Carlson estime pour sa part « que la comparaison est plus à faire avec Falling Into Infinity et Scenes from a Memory, mais en bien moins complexe », tandis que Vik Bansal pense que les fans de A Change of Seasons devraient l'apprécier. Tammy La Gorce, d'AllMusic note que « le côté post-hardcore a pris le dessus sur l'heavy rock théâtral, malgré les promesses du groupe... ce qui change en Dream Theater ? C'est cet engagement à soutenir leur réputation de classicistes de rock progressif underground, et ça semble calculé ». Jean-Guillaume Lanuque voit dans l'album « un des sommets de la discographie de Dream Theater », « davantage susceptible de plaire à la frange la plus progressive de son public, sans négliger pour autant les amateurs de metal ».
Jeff Wagner, dans son livre Mean Deviations: Four Decades of Progressive Metal, évoque cet album comme « le plus diversifié de Dream Theater depuis des débuts » puisqu'il comporte à la fois « le titre très « U2-esque » I Walk Beside You, le titre éponyme d’inspiration « floydienne », le morceau dément de virtuosité The Root of All Evil et l’éclair de metal propulsif Panik Attack ». De ce dernier morceau, il ajoute même « qu'il vient insérer une section rappelant le son de groupes de rock moderne comme Muse dans le contexte d’une partie de thrash technique ». Cet avis est partagé par plusieurs critiques qui voient une forte influence de Muse dans certaines chansons,.

### Succès commercial
Le succès d'Octavarium est plutôt bon puisqu'il atteint le top 5 en Finlande, en Italie et en Suède et intègre les dix premières places des classements japonais, néerlandais, polonais et norvégien. Sa réussite est toutefois plus mitigée aux États-Unis, avec seulement une 36e place au Billboard 200, et au Royaume-Uni où il ne dépassera pas la 72e place de l'UK Albums Chart. Malgré le refus d'Atlantic Records de promouvoir l'album, au 18 août 2005, soit presque deux mois après sa sortie, l'album s'était écoulé à 62 000 exemplaires aux États-Unis, ce qui en fait un des plus grands succès commerciaux du groupe depuis Awake. À l'heure actuelle, il n'a obtenu aucune certification dans les pays où il est distribué.

### Tournée
Dream Theater commence la tournée de promotion d'Octavarium le 10 juin 2005 en Europe avec le Sweden Rock Festival à Sölvesborg,. Le groupe partage ensuite l'affiche du Gigantour avec Megadeth du 21 juillet au 3 septembre en Amérique du Nord. Le concert de Montréal du 2 septembre 2005 et celui de Vancouver, le 9 septembre 2005, sont enregistrés et publiés sur un album live intitulé Gigantour le 22 août 2006 et en DVD le 5 septembre 2006,.

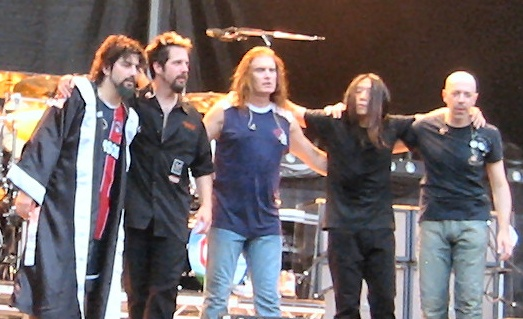
Dream Theater lors du concert à Paris en 2005.

La partie principale de la tournée d'Octavarium débute en septembre 2005 en Finlande avec des concerts au format « Une nuit avec Dream Theater », c'est-à-dire que le groupe joue pendant presque trois heures et chaque soir, la programmation musicale est différente. Avec ce type de spectacles, les interviews, les répétitions et les rencontres avec les fans, le groupe se dit rapidement physiquement et mentalement épuisé. Lors de cette tournée européenne, le groupe joue deux nuits consécutives à Amsterdam les 10 et 11 octobre, et à l'Hammersmith Apollo de Londres les 24 et 25 octobre. Dans les deux cas, lors du deuxième soir, Dream Theater a repris l'intégralité de l'album The Dark Side of the Moon de Pink Floyd,,. Theresa Thomason, qui a participé à Scenes from a Memory, interprète le chant sur la chanson The Great Gig in the Sky. Le concert de Londres est publié en CD et DVD sur le label de Mike Portnoy YtseJam Records en 2006. Début 2006, Dream Theater effectue une série de spectacles au Japon et reprend la programmation de Made in Japan de Deep Purple lors des concerts de Tokyo le 13 janvier et d'Osaka le 15. Ces concerts seront eux aussi enregistrés, puis publiés sur YtseJam Records en 2007,.
Pour célébrer le vingtième anniversaire du groupe, le dernier concert de la tournée est effectué au Radio City Music Hall de New York le 1er avril 2006. Pendant la seconde moitié du concert, le groupe est accompagné d'un orchestre de trente musiciens dirigé par Jamshied Sharifi (en). Le spectacle est filmé et publié en CD et DVD sous l'appellation Score le 29 août 2006 par le label Rhino Records.

## Caractéristiques artistiques

### Concept
Quand le groupe commence à travailler sur ce qui deviendra Octavarium, Mike Portnoy note que ce sera leur huitième album studio et qu'ils viennent de publier récemment leur cinquième album en concert : Live at Budokan. Cela lui rappelle l'octave sur un piano, puisque chaque octave contient huit notes naturelles et cinq altérations. Mike Portnoy propose alors de bâtir l'album entier sur ce concept. Chaque chanson est écrite dans une tonalité différente et est identifiée par sa relative mineure. Des effets sonores sont ajoutés entre chaque morceau afin de les connecter entre eux : par exemple, The Root of All Evil est en fa mineur, et la suivante, The Answer Lies Within, est en sol mineur. La connexion sonore entre les deux se fait par un morceau en fa dièse. Ainsi la dernière chanson de l'album, Octavarium, est en fa, comme la première, mais une octave au-dessus. Les chansons représentent de cette façon les huit blanches du piano, avec comme première et dernière notes, un fa.
Les paroles et titres de chansons se réfèrent aussi à ce concept. Mike Portnoy cite les titres The Root of All Evil et Octavarium comme deux exemples de cette volonté. En effet, le terme root se réfère à la notion de basse fondamentale en musique et l'octavarium pourrait être défini comme étant une octave d'une octave. Le terme n'a été utilisé qu'une seule fois dans l'Histoire auparavant pour le titre d'un livre publié par le Vatican : Octavarium Romanum. On y retrouve principalement les différentes fêtes catholiques. Il est mentionné une première fois lors du pontificat de Sixte V, avant d'être repris par Clément VIII.
L'album Octavarium débute sur The Root of All Evil avec la même note que sur In the Name of God, dernière chanson du précédent album Train of Thought. Il en est de même pour As I Am sur Train of Thought qui reprend la dernière note de Six Degrees of Inner Turbulence de l'album Six Degrees of Inner Turbulence, qui lui-même reprend déjà la dernière note de la dernière partie (Scene Nine : Finally Free) de Scenes from a Memory. Mike Portnoy s'est inspiré de l'album Women and Children First de Van Halen, sur lequel l'épilogue contient un nouveau riff qui s'estompe. Mike Portnoy s'attendait à ce que Van Halen commence son album suivant avec ce riff final, mais fut déçu de voir qu'il ne l'avait pas fait. Il se rend compte plus tard qu'« il a ouvert une porte dans quelque chose qu'[ils] font désormais à chaque fois ». Il résout alors le problème avec Octavarium en achevant l'album par la même note que celle qui le commence, en faisant ainsi un cycle lui-même. Cela laisse donc le champ libre au groupe pour le prochain album.

### Analyse
The Root of All Evil est la troisième partie de l'Alcoholics Anonymous Suite de Mike Portnoy, qui est un ensemble de chansons provenant de plusieurs albums de Dream Theater et qui décrivent le programme que doit suivre un membre des alcooliques anonymes. Le morceau comprend les parties six et sept de la suite : Ready et Remove.

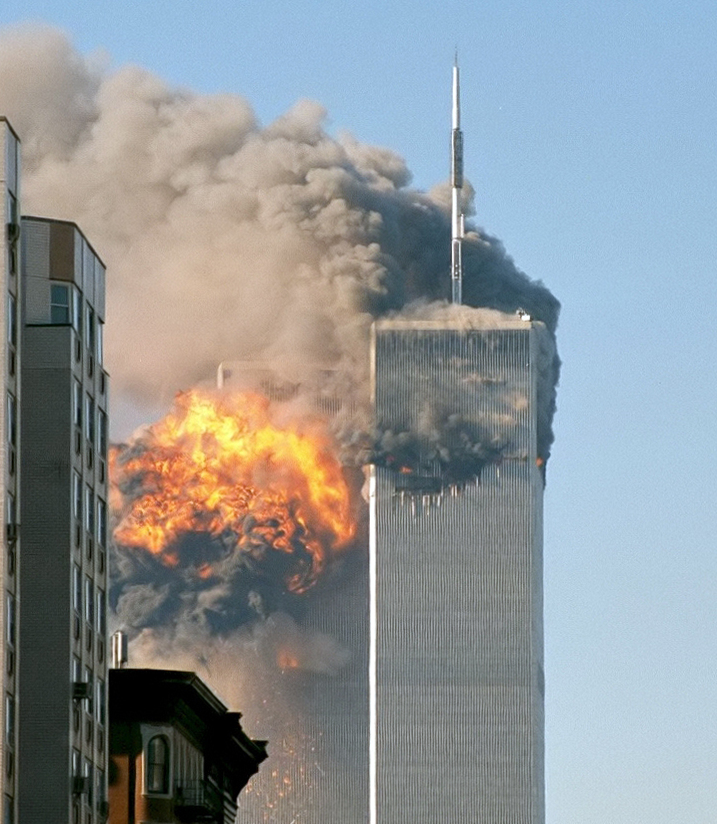
Sacrificed Sons se rapporte aux attentats du 11 septembre 2001.

Jordan Rudess décrit les chansons The Answer Lies Within et I Walk Beside You comme « pouvant passer à la radio mais conservant le style de Dream Theater », bien qu'elles soient les plus courtes de l'album. Au début de cette première, on peut entendre une cloche sonner huit fois. La note est la même que pour la cloche utilisée dans The Glass Prison de Six Degrees of Inner Turbulence. I Walk Beside You est quant à elle inspirée de ce que font les groupes U2 et Coldplay, montrant par là même que Dream Theater fait preuve d'éclectisme dans sa musique, juxtaposant différents styles dont certains ne sont pas rock.
À la fin de These Walls, le battement de cœur est à 58 bpm. Dans la chanson Panic Attack, le riff final résonne cinq fois dans chaque haut-parleur, en comprenant le premier joué tout autant que le dernier, bien que très faiblement audible. Ce morceau est une des compositions du groupe dont le thème lyrique traite de la folie, un sujet souvent repris le rock progressif, dont l'exemple le plus célèbre est l'album The Dark Side of the Moon des Pink Floyd qui traite de la maladie mentale.
Dans Never Enough, Mike Portnoy s'attaque à une petite partie des fans de Dream Theater qui se plaignent régulièrement de chaque chose que le groupe fait. Autant il apprécie la dévotion que les fans portent au groupe, autant il est frustré de « constamment devoir [s]'arracher à [sa] famille » pour leur donner plus. Il trouve décourageant que même s'il passe « d'innombrables nuits » à rédiger des programmations de concerts spéciales, que le groupe met plusieurs jours à répéter, certains fans se plaignent encore du fait que lorsqu'ils viennent à un spectacle, ils n'entendent pas Pull Me Under. Il enchérit en ajoutant que « c'est décourageant et que ça [le] rend fou par moments ».
La chanson Sacrificed Sons, longue d'un peu plus de dix minutes, est la deuxième chanson la plus longue de l'album et l'une des chansons les plus représentatives du groupe et du metal progressif dans son ensemble. Ses paroles écrites par James LaBrie se rapportent aux attentats du 11 septembre 2001. De par sa structure composée d'une introduction, d'un couplet, d'une transition, d'un second petit couplet, du refrain, de deux interludes entrecoupés d'un chœur, d'un ensemble couplet-refrain, puis achevé par une conclusion, le morceau peut être vu comme une épopée. Avec le collage de huit extraits de journaux télévisés commentant l'événement et le bruit d'un instrument à cordes exotique rappelant le Moyen-Orient en prélude sur la première minute, l'introduction est composée d'un enchaînement de quatre notes au piano répété plusieurs fois, auquel la batterie et la basse viennent s'ajouter ensuite avec une progression dans l'utilisation des accords sonores. Ajouté aux timbres colorés donnant l'impression de tranquillité, le titre comporte de multiples éléments caractéristiques du genre progressif. Jordan Rudess avoue que le groupe prend plus de plaisir à composer autour des sujets d'actualité plutôt que sur des chansons d'amour. James LaBrie explique qu'il y a eu « de nombreuses discussions » sur la formulation des phrases et sur la direction que devait prendre le texte.
Octavarium, composé de cinq parties pour une durée de plus de vingt-quatre minutes, est le morceau le plus long de l'album et est considéré comme la pièce maîtresse de celui-ci. John Petrucci estime que le groupe voulait faire une chanson mémorable, dont le thème serait bien développé et qui nécessiterait un orchestre. Dream Theater a été fortement influencé par le son rock progressif de Genesis, Yes et Pink Floyd. L'introduction, instrumentale et très inspirée de Shine On You Crazy Diamond des Pink Floyd, est jouée par Jordan Rudess à la lap steel guitar. Il y a en plus de nombreuses autres références à des chansons rock progressif dans les paroles.
Pour les chansons Octavarium et Sacrificed Sons, Jordan Rudess se sert d'un continuum, un contrôleur MIDI tactile développé par le professeur Lippold Haken de l'Université de l'Illinois et permettant le contrôle de l’interprétation musicale,. L'usage de cet instrument est inédit puisqu'il est le premier musicien à l'exploiter sur une chanson publiée. Il l'utilise ensuite au cours de la tournée qui suit, le mettant ainsi en lumière. On retrouve de nouveau le continuum sur les albums Systematic Chaos et Black Clouds and Silver Linings. Allah Rakha Rahman pour le film Delhi-6, John Williams pour la musique du film Indiana Jones et le Royaume du crâne de cristal, ou encore John Paul Jones et Lou Reed font partie de ceux qui se sont servis de cet instrument au cours de leur carrière.

### Pochette
Les illustrations de la pochette d'Octavarium sont de Hugh Syme (en), artiste qui a notamment travaillé avec Rush sur les albums Moving Pictures et Hemispheres,. L'idée d'afficher un pendule de Newton géant est née de discussions entre Hugh Syme et Mike Portnoy sur le fait que « quel que soit ce qu'on fait en musique, on crée soit un cluster, soit un accord de trois notes » d'après Hugh Syme, « puis ça devient évident que pour chaque action, il y a une réaction opposée. Donc [il] pensait qu'[ils] pourraient faire quelque chose basé sur le pendule de Newton ». Il y a de nombreuses références aux chiffres cinq et huit dans les illustrations, se rapportant ainsi au concept de l'album. Par exemple, si on déplie le livret intégralement, on remarque que le pendule de Newton a huit boules grises suspendues et que cinq oiseaux sombres volent au-dessus. Les boules du pendule représentent les touches blanches du piano et les oiseaux, celles en noir. L'herbe et le ciel de la pochette proviennent de l'Indiana, tandis que l'arrière-plan a été photographié au Lake District.
Au dos du boîtier, on peut d'ailleurs apercevoir en partie un piano sur lequel les noms des huit chansons sont inscrits sur les touches blanches tandis que la photo en noir et blanc des cinq membres du groupe est affichée sur les touches noires. Une araignée au sein d'un labyrinthe octogonal, une pieuvre ou encore une étoile à cinq branches au milieu d'un octogone figurent entre autres dans le livret.

## Liste des chansons
Toute la musique est composée par Dream Theater.
| No | Titre | Auteur                                                                       | Durée                          |
| -- | --- | ---------------------------------------------------------------------------- | ------------------------------ |
| 1. | The Root Of All Evil - VI. Ready - VII. Remove                                                                   | Mike Portnoy                                                                 | 8:26 3:58 4:28                 |
| 2. | The Answer Lies Within                                                                                           | John Petrucci                                                                | 5:33                           |
| 3. | These Walls | Petrucci                                                                     | 7:36                           |
| 4. | I Walk Beside You                                                                                                | Petrucci                                                                     | 4:29                           |
| 5. | Panic Attack | Petrucci                                                                     | 8:13                           |
| 6. | Never Enough | Portnoy                                                                      | 6:47                           |
| 7. | Sacrificed Sons                                                                                                  | James LaBrie                                                                 | 10:43                          |
| 8. | Octavarium - I. Someone Like Him - II. Medicate (Awakening) - III. Full Circle - IV. Intervals - V. Razor's Edge | LaBrie, Petrucci, Portnoy - Petrucci - LaBrie - Portnoy - Portnoy - Petrucci | 24:00 8:47 5:01 4:37 1:23 4:08 |

## Crédits et personnels
Les informations proviennent du livret fourni avec l'édition 2005 du CD.

### Interprètes
Dream Theater
- James LaBrie – chant
- John Myung – basse
- John Petrucci – guitare, chœurs
- Mike Portnoy – batterie, percussions, chœurs
- Jordan Rudess – clavier, continuum, lap steel guitar

Musiciens additionnels
- Orchestre sur Sacrificed Sons et Octavarium
  - Premier violon : Elena Barere
  - Violons : Katharine Fong, Ann Lehmann, Katherine Livolsi-Stern, Laura McGinniss, Catherine Ro, Ricky Sortomme, Yuri Vodovoz
  - Altos : Vincent Lionti, Karen Dreyfus
  - Violoncelles : Richard Locker, Jeanne LeBlanc
  - Flûte : Pamela Sklar
  - Cors d'harmonie : Joe Anderer, Stewart Rose
- Quatuor à cordes sur The Answer Lies Within
  - Violons : Elena Barere, Carol Webb
  - Alto : Vincent Lionti
  - Violoncelle : Richard Locker
- Autres
  - Jamshied Sharifi : chef d'orchestre

### Équipe de production
- John Petrucci, Mike Portnoy – production
- Doug Oberkircher – ingénieur du son
- Colleen Culhane, Kaori Kinoshita, Ryan Simms - assistants ingénieur
- Michael H. Brauer – mixage
- George Marino – mastering
- Keith Gary - assistant et ingénieur Pro Tools
- Will Hensley - second assistant
- Bert Baldwin - assistance studio additionelle
- Hugh Syme – art, design et photographie de l'album

### Ouvrages
- (en) Rich Wilson, Lifting Shadows : The Authorized Biography of Dream Theater, Essential Works Ltd, 2009, 456 p. (ISBN 978-1-906615-03-1)

1. ↑  Wilson 2009, p. 304-306
2. 1 2 3 4 5  Wilson 2009, p. 307
3. 1 2 3  Wilson 2009, p. 308
4. ↑  Wilson 2009, p. 310
5. ↑  Wilson 2009, p. 316–317
6. ↑  Wilson 2009, p. 447
7. 1 2 3  Wilson 2009, p. 317–318
8. ↑  Wilson 2009, p. 319
9. 1 2  Wilson 2009, p. 321
10. 1 2 3 4 5  Wilson 2009, p. 313–314
11. 1 2 3 4  Wilson 2009, p. 311-312
12. ↑  Wilson 2009, p. 312–313
13. 1 2  Wilson 2009, p. 315-316

- (en) Gregory Richard McCandless, Rhythm and Meter in the Music of Dream Theater, Music College, Université d'État de Floride, 2009, 212 p. (lire en ligne) Thèse de doctorat sous la direction du professeur Jane Piper Clendinning

1. 1 2  McCandless 2009, p. 15
2. 1 2 3  McCandless 2009, p. 57
3. ↑  McCandless 2009, p. 58
4. ↑  McCandless 2009, p. 60
5. 1 2 3  McCandless 2009, p. 131-132
6. ↑  McCandless 2009, p. 147
7. ↑  McCandless 2009, p. 133-134
8. ↑  McCandless 2009, p. 45

Autres ouvrages
1. 1 2  (en) Jeff Wagner, Mean Deviations : Four Decades of Progressive Metal, Bazillion Books, 2010, 450 p. (ISBN 978-0-9796163-3-4, lire en ligne), p. 97
2. ↑  (en) Livret fourni avec l'édition de 2005 (7567-83793-2)

### Articles de presse
1. 1 2  Cyrille Delanlssays, « Grand huit », AmarokProg,‎ 9 juin 2005 (lire en ligne, consulté le 24 août 2012)
2. 1 2 3 4  Jean-Guillaume Lanuque, « Octavarium », Big Bang, no 58,‎ été 2005 (lire en ligne, consulté le 24 août 2012)
3. ↑  (en) Ben Ratliff, « All Those Sounds From the Stage: Processed, and Not Always Pretty », The New York Times,‎ 25 avril 2009 (lire en ligne, consulté le 23 août 2012)

### Autres sources
- (en) Cet article est partiellement ou en totalité issu de l’article de Wikipédia en anglais intitulé « Octavarium (album) » (voir la liste des auteurs).

1. ↑  (en) « DREAM THEATER Shut Down Official Message Board Due To New Album Leak », sur blabbermouth.net, 31 mai 2005 (consulté le 14 août 2012)
2. ↑  (en) « MIKE PORTNOY Clarifies Reasons For Shutting Down DREAM THEATER Message Board », sur blabbermouth.net, 4 juin 2005 (consulté le 14 août 2012)
3. ↑  (en) « DREAM THEATER Drummer's 'Drumavarium' Available For Pre-Order », sur blabbermouth.net, 2 août 2005 (consulté le 14 août 2012)
4. ↑  (en) Maarten Goldstein, « Full Rock Band 2 Tracklist Revealed, RB1 Songs Included Separately, 500 Songs by Year's End », sur shacknews.com, 14 juillet 2008 (consulté le 14 août 2012)
5. 1 2  (en) Tammy La Gorce, « Octavarium », sur allmusic.com (consulté le 15 août 2012)
6. 1 2  (en) Dream Theater - Octavarium, 11 juin 2005, 50 p. (lire en ligne)
7. 1 2 3 4  (en) Justin Donnelly, « Review: Dream Theater - Octavarium », sur blistering.com (consulté le 15 août 2012)
8. 1 2  (en) Greg Pratt, « Dream Theater - Octavarium », sur exclaim.ca, août 2005 (consulté le 15 août 2012)
9. ↑  (en) Justin Donnelly, « Dream Theater - Octavarium review », sur The Metal Forge (consulté le 15 août 2012)
10. 1 2 3  (en) Harley Carlson, « Review of Dream Theater - Octavarium », sur metalreview.com (consulté le 15 août 2012)
11. 1 2 3  (en) Vik Bansal, « Dream Theater - Octavarium (Atlantic) », sur musicomh.com (consulté le 15 août 2012)
12. 1 2  (en) Michael Gallant, « Octavarium », Keyboard, no 58,‎ août 2005
13. ↑  (de) Charts.de – Dream Theater – Octavarium. GfK Entertainment. PhonoNet GmbH.
14. ↑  (de) Austriancharts.at – Dream Theater – Octavarium. Ö3 Austria Top 40. Hung Medien.
15. ↑  (nl) Ultratop.be – Dream Theater – Octavarium. Ultratop 200 albums. Ultratop et Hung Medien / hitparade.ch.
16. ↑  Ultratop.be – Dream Theater – Octavarium. Ultratop 200 albums. Ultratop et Hung Medien / hitparade.ch.
17. ↑  (en) Dream Theater - Chart history – Billboard. Canadian Albums Chart. Prometheus Global Media.
18. ↑  (en) « DREAM THEATER: 'Octavarium' First-Week Chart Positions Revealed », sur blabbermouth.net, 19 juin 2005 (consulté le 13 août 2012)
19. 1 2  (en) Dream Theater - Chart history – Billboard. Billboard 200. Prometheus Global Media.
20. ↑  (da) Danishcharts.com – Dream Theater – Octavarium. Tracklisten. Hung Medien.
21. ↑  (en) Spanishcharts.com – Dream Theater – Octavarium. Top 100 álbumes. Hung Medien.
22. 1 2  (fi) Finnishcharts.com – Dream Theater – Octavarium. Suomen virallinen lista. Hung Medien.
23. ↑  Lescharts.com – Dream Theater – Octavarium. SNEP. Hung Medien.
24. 1 2  (en) Italiancharts.com – Dream Theater – Octavarium. FIMI. Hung Medien.
25. 1 2  (en) Norwegiancharts.com – Dream Theater – Octavarium. VG-lista. Hung Medien.
26. 1 2  (nl) Dutchcharts.nl – Dream Theater – Octavarium. Mega Album Top 100. Hung Medien.
27. 1 2  (pl) Oficjalna lista sprzedaży. OLIS. ZPAV.
28. ↑  (en) Portuguesecharts.com – Dream Theater – Octavarium. AFP. Hung Medien.
29. ↑  (cs) ČNS IFPI. Note: Insérer annéesemaine dans la liste déroulante. Hitparáda – Albums Top100 Oficiální. IFPI Czech Republic.
30. 1 2  (en) Official Albums Chart Top 100. UK Albums Chart. The Official Charts Company.
31. 1 2  (en) Swedishcharts.com – Dream Theater – Octavarium. Sverigetopplistan. Hung Medien.
32. ↑  (en) Swisscharts.com – Dream Theater – Octavarium. Schweizer Hitparade. Hung Medien.
33. 1 2  (en) « DREAM THEATER Drummer: GIGANTOUR Concert In Montreal To Be Taped For Upcoming CD/DVD », sur blabbermouth.net, 18 août 2005 (consulté le 16 août 2012)
34. ↑  (en) « Historique Sweden Rock Festival », sur swedenrock.com (consulté le 16 août 2012)
35. ↑  (en) « Concert Sweden Rock Festival 10 juin 2005 », sur setlist.fm (consulté le 16 août 2012)
36. ↑  (en) « MEGADETH: GIGANTOUR 2006 Opening-Night Setlist Revealed », sur blabbermouth.net, 7 septembre 2006 (consulté le 16 août 2012)
37. ↑  (en) « Concert Amsterdam 10 octobre 2005 », sur setlist.fm (consulté le 16 août 2012)
38. 1 2  (en) « Concert Amsterdam 11 octobre 2005 », sur setlist.fm (consulté le 16 août 2012)
39. ↑  (en) « Concert Londres 24 octobre 2005 », sur setlist.fm (consulté le 16 août 2012)
40. 1 2  (en) « Concert Londres 25 octobre 2005 », sur setlist.fm (consulté le 16 août 2012)
41. 1 2  (en) « Cover Series », sur ytsejamrecords.com (consulté le 16 août 2012)
42. ↑  (en) « Concert Tokyo 13 janvier 2006 », sur setlist.fm (consulté le 16 août 2012)
43. ↑  (en) « Concert Osaka 15 janvier 2006 », sur setlist.fm (consulté le 16 août 2012)
44. ↑  (en) « Concert NYC 1er avril 2006 », sur setlist.fm (consulté le 16 août 2012)
45. 1 2 3  (en) « Analyse Octavarium », sur dt.spatang.com (consulté le 16 août 2012)
46. ↑  (en) « DREAM THEATER Keyboardist: 'We Want To Maintain The Integrity Of Who We've Been' », sur blabbermouth.net, 13 août 2005 (consulté le 14 août 2012)
47. ↑  (en) « Dr Lippold Haken », sur cerlsoundgroup.org (consulté le 23 août 2012)
48. 1 2  (en) « Continuum » (consulté le 23 août 2012)